# Rolf Dircksen
Rolf Dircksen (* 25. November 1907 in Wremen bei Bremerhaven; † 26. November 1983 in Enger) war ordentlicher Professor für Biologie (Schwerpunkt Ornithologie) an der Universität Bielefeld. Bekannt wurde er nicht nur durch über 70 wissenschaftliche Veröffentlichungen, sondern vor allem durch Bücher wie Das Wattenmeer, die sachlich fundiert und von besonderer literarischer Qualität sind. Sie erreichten Millionenauflagen. Seine Bücher sind Beispiele für die vielfältige deutschsprachige Naturpoesie, die unter dem Anglizismus Nature Writing einzureihen ist.

## Werdegang
Nach dem Abitur studierte Rolf Dircksen die Fächer Biologie und Geographie in Rostock, Tübingen und Kiel. 1932 wurde er mit seiner Doktorarbeit zur Biologie von Austernfischer, Brandseeschwalbe und Küstenseeschwalbe bei Adolf Remane in Kiel promoviert. Die Dissertation auf der Grundlage von Daten auf der nordfriesischen Hallig Norderoog wurde im Journal für Ornithologie abgedruckt.
Nach einer Referendarzeit in Münster erhielt er 1935 eine Stelle als Studienassessor in Enger und unterrichtete dort, bis er 1938 einen Ruf an die Hochschule für Lehrerbildung in Kiel erhielt. Nach Ende des Zweiten Weltkriegs kehrte er 1947 wieder als Lehrer an die Oberschule nach Enger zurück.
1957 begann ein neuer Abschnitt seiner beruflichen Tätigkeit, als er einen Ruf als Professor für Didaktik der Biologie an die Pädagogische Akademie in Bielefeld erhielt. Die Akademie ging zunächst in die Pädagogische Hochschule, später in die Universität Bielefeld über. Dircksen unterrichtete dort bis zu seiner Emeritierung im Jahr 1976.
Rolf Dircksen starb 1983 in Enger.

## Würdigungen

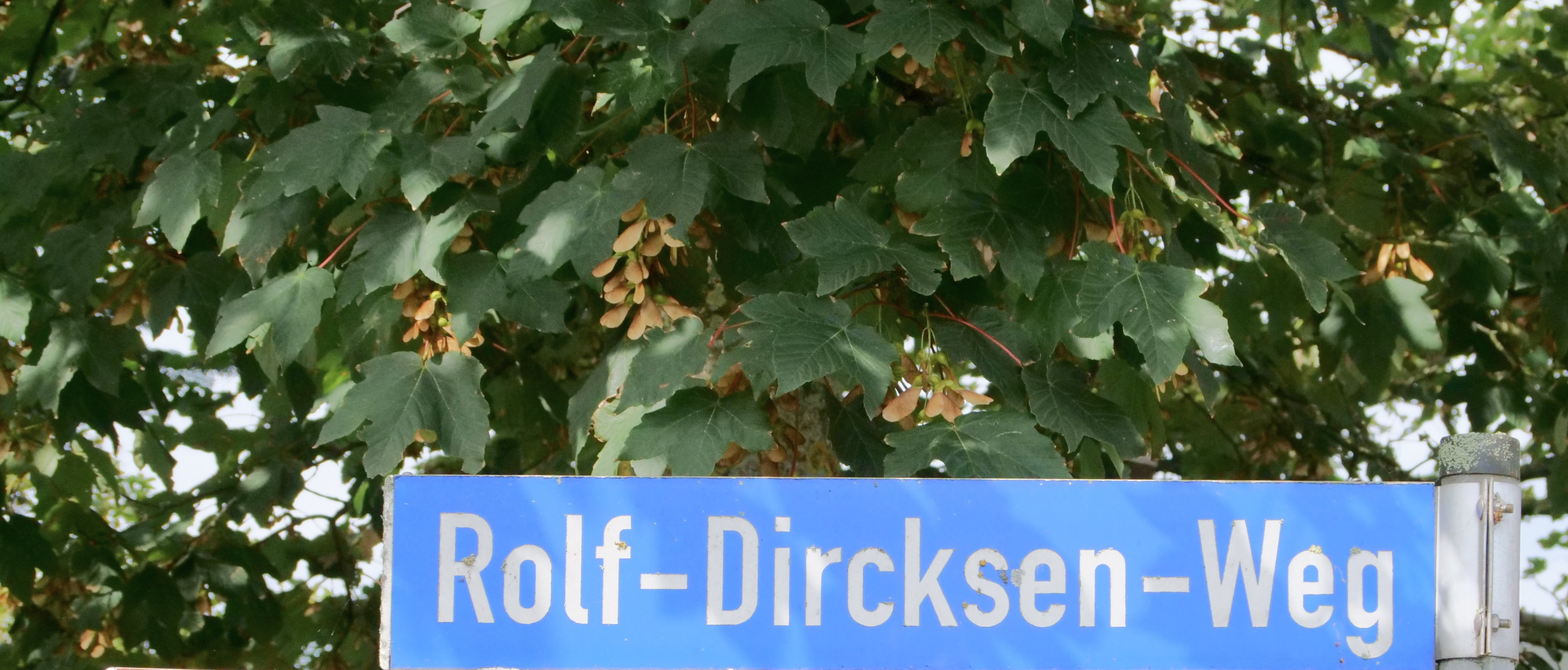
Straßenbeschilderung in Wremen

In Enger wurde eine Hauptschule nach ihm benannt.
1975 wurde Rolf-Dircksen mit dem Kulturpreis der Stadt Bielefeld ausgezeichnet, und 1983 erhält er den Hermann-Allmers-Preis.
Der international angesehene Verhaltensbiologe Klaus Immelmann verfasst einen Nachruf auf Rolf Dircksen.
In Wremen verläuft in Deichnähe der Rolf-Dircksen-Weg.

## Veröffentlichungen
Dircksen veröffentlichte eine große Zahl von wissenschaftlichen und populären Büchern hauptsächlich zur Vogelkunde. Darunter etwa Vogelvolk auf weiter Reise und Das Kleine Vogelbuch. Seine wissenschaftliche Arbeit und seine Erlebnisse auf der Hallig Norderoog verarbeitete er literarisch in Die Insel der Vögel. Darin berichtet er tagebuchartig und mit viel Liebe für das Wattenmeer und seine Bewohner von seinen Erlebnissen als Vogelwart.
„Als ich ankam, waren sie schon da, jene schönen, schwarz-weißen Vögel mit den roten Schäbeln und den roten Beinen: die Austernfischer. In langen Reihen und Gruppen standen sie im Wattenmeer dicht bei der Insel. Gelangweilt und faul, viele auf einem Bein balacierend oder mit dem Bauche auf dem Sande liegend.“
„Auf Norderoog kam der Sturm nicht mit Gejaule und Brausen. Es war mehr wie ein Pfeifen in den Gräsern, als er über die flache Insel strich. An der Küste mochte es anders sein, wenn er rauschend in die dichten Bäume fuhr und um die hohen Häuser heulte. Hier war so recht nichts, was sich ihm in den Weg stellt und woran er seine Stomme erheben konnte. die Beobachtungsstände stieß er sofort um und rollte sie ins Watt hinasu, so daß ich sie festbinden mußte.“
Seiner Heimat, der Wurster Nordseeküste setzte er mit Am Meer und hinter dem Deich ein wertvolles Denkmal. Viele seiner Publikationen sind außer in Museen noch antiquarisch erhältlich.
Mit einer „vogelkundlichen Morgenwanderung“ Amsel, Drossel, Fink und Star, basierend auf seinen Vogelexkursionen, hatte er eine Schallplattenveröffentlichung bei Ariola.